# Coalició per a les Innovacions en Preparació per Epidèmies
La Coalition for Epidemic Preparedness Innovations (CEPI, traduït com Coalició per a les Innovacions en Preparació per Epidèmies) és una fundació que rep donacions d'organitzacions públiques, privades, filantròpiques i de la societat civil per finançar projectes de recerca independents per desenvolupar vacunes contra malalties infeccioses emergents (MIE).
La CEPI se centra en les "malalties prioritàries" de l'Organització Mundial de la Salut (OMS), que inclouen: el coronavirus relacionat amb la síndrome respiratòria de l'Orient Mitjà (MERS-CoV), el coronavirus 2 de la síndrome respiratòria aguda greu (SARS-CoV-2), el virus Nipah, el virus de la febre de Lassa i el virus de la febre de la vall del Rift, així com el virus de Chikungunya i l'hipotètic i desconegut patogen "Malaltia X". La inversió en CEPI també requereix un "accés equitatiu" a les vacunes durant els brots, tot i que els canvis posteriors de la política CEPI poden haver compromès aquest criteri.
La CEPI es va concebre el 2015 i es va llançar formalment el 2017 al Fòrum Econòmic Mundial (WEF) de Davos, Suïssa. Va ser cofundat i cofinançat amb 460 milions de dòlars EUA per la Fundació Bill i Melinda Gates, la Wellcome Trust i un consorci de països, com Noruega, Japó, Alemanya; a la qual es van adherir posteriorment la Unió Europea (2019) i la Gran Bretanya (2020). La CEPI té la seu a Oslo, Noruega. El 2017, Nature va dir: "És, amb diferència, la iniciativa de desenvolupament de vacunes més gran que mai hagi hagut contra virus que són amenaces epidèmiques potencials". El 2020, diversos mitjans de comunicació van identificar la CEPI com un "actor clau en la carrera per desenvolupar una vacuna" contra la malaltia del coronavirus 2019.